# C'mon Everybody
Pour les articles homonymes, voir C'mon Everybody (homonymie).
C'mon Everybody est une chanson de 1958 écrite par Jerry Capehart et Eddie Cochran dont ce dernier est l'interprète original. Sa version atteint la 6e place au Royaume-Uni et se classe à la 411e position dans la liste des cinq cents plus grandes chansons de tous les temps publiée par le magazine Rolling Stone en 2010.  

## Version d'Eddie Cochran
Le 10 octobre 1958, Cochran réalise quinze prises d'un titre intitulé Let's get together aux studios Gold Star (en) à Hollywood, à Los Angeles.
- Eddie Cochran : voix, guitare
- Connie 'Guybo' Smith : basse électrique
- Earl Palmer : batterie
- Ray Johnson : piano

Cochran, non convaincu, veut le rendre plus percutant et réenregistre une piste vocale en remplaçant les "Let's get together" terminant chaque complet par un court extrait issu de la phrase d'introduction "Well, c'mon everybody and let's get together tonight". De plus, la piste son est légèrement accélérée pour la rendre plus rythmée. 
Le titre sort dans la foulée sous la référence Liberty 55166, associé au titre Don't Ever Let me Go, enregistré le 7 juillet 1958 au studio RCA à Hollywood.
| Classement (1958/59)           | Meilleure position |
| ------------------------------ | ------------------ |
| Belgique (Ultratop Singles)    | 20                 |
| Royaume-Uni (UK Singles)       | 6                  |
| États-Unis (Billboard Hot 100) | 35                 |

| Classement annuel (1959) | Position |
| ------------------------ | -------- |
| Royaume-Uni              | 52       |

Le classement des « cinq cents plus grandes chansons de tous les temps » selon le magazine Rolling Stone place cette chanson à la 411e place en 2010. Dans sa version précédente parue en 2004, ce titre apparaissait à la 403e position. La réédition de 2021 voit le titre disparaitre du classement.
C'mon Everybody est également sélectionnée par le Rock and Roll Hall of Fame, en 1995, comme l'une des « 500 chansons qui ont façonné le rock 'n' roll ».

### Réédition de 1988
En 1988, la marque de vêtements Levi Strauss & Co. utilise la chanson pour une publicité pour leur ligne de jeans Levi's 501. 
La publicité, intitulée Eddie Cochran et dirigée par Syd Macartney, raconte comment l'auteur de chansons Sharon Sheeley incite Eddie Cochran à porter des jeans.
La chanson est alors rééditée en tant que single promotionnel.
| Classement (1988)              | Meilleure position |
| ------------------------------ | ------------------ |
| Royaume-Uni (UK Singles Chart) | 14                 |

## Version des Sex Pistols
Les Sex Pistols enregistrent une version en 1978 et publiée le 26 février 1979 sur leur album The Great Rock 'n' Roll Swindle chez Virgin Records.
| Classement (1979)              | Meilleure position |
| ------------------------------ | ------------------ |
| Royaume-Uni (UK Singles Chart) | 3                  |

## Autres reprises et sampling
De nombreux chanteurs ont repris le titre d'Eddie Cochran : UFO, Adam Faith, Vince Taylor, Jesse Garon, Cliff Richard, Bryan Adams, les Stray Cats, ou encore Led Zeppelin qui enregistre ce titre le 9 janvier 1970, disponible sur le DVD Led Zeppelin sorti le 26 mai 2003 chez Atlantic Records.
Plusieurs artistes ont également samplé le morceau de Cochran :
- En 1987, Pop Will Eat Itself reprend les paroles "C'mon everybody" dans sa reprise de Love Missile F1-11.
- En 1987, le groupe Lindisfarne réinterprète la chanson dans un pot-pourri présent sur leur album C'mon everybody.
- En 1989, Jive Bunny and the Mastermixers utilise une partie du refrain dans son pot-pourri Swing the Mood.
- En 2004, le rappeur italien Bassi Maestro reprend la rythmique et le titre dans son morceau Fonzie.

### Adaptations en langue étrangère
| Année | Langue     | Titre                    | Adaptation               | Interprète(s)                  |
| ----- | ---------- | ------------------------ | ------------------------ | ------------------------------ |
| 1962  | Français   | J'ai le cœur qui chavire | Gary, Georges Lafontaine | Gary L'ange Noir et ses démons |
| 1963  | Français   | Comment vas-tu mentir ?  | Eddy Mitchell            | Eddy Mitchell                  |
| 1974  | Finlandais | C'mon Everybody          | Jussi Raittinen          | Jussi and the Boys, Vicky      |
| 1974  | Français   | Venez tous avec moi      | Long Chris               | Johnny Hallyday                |